# Dorthe Landschulz

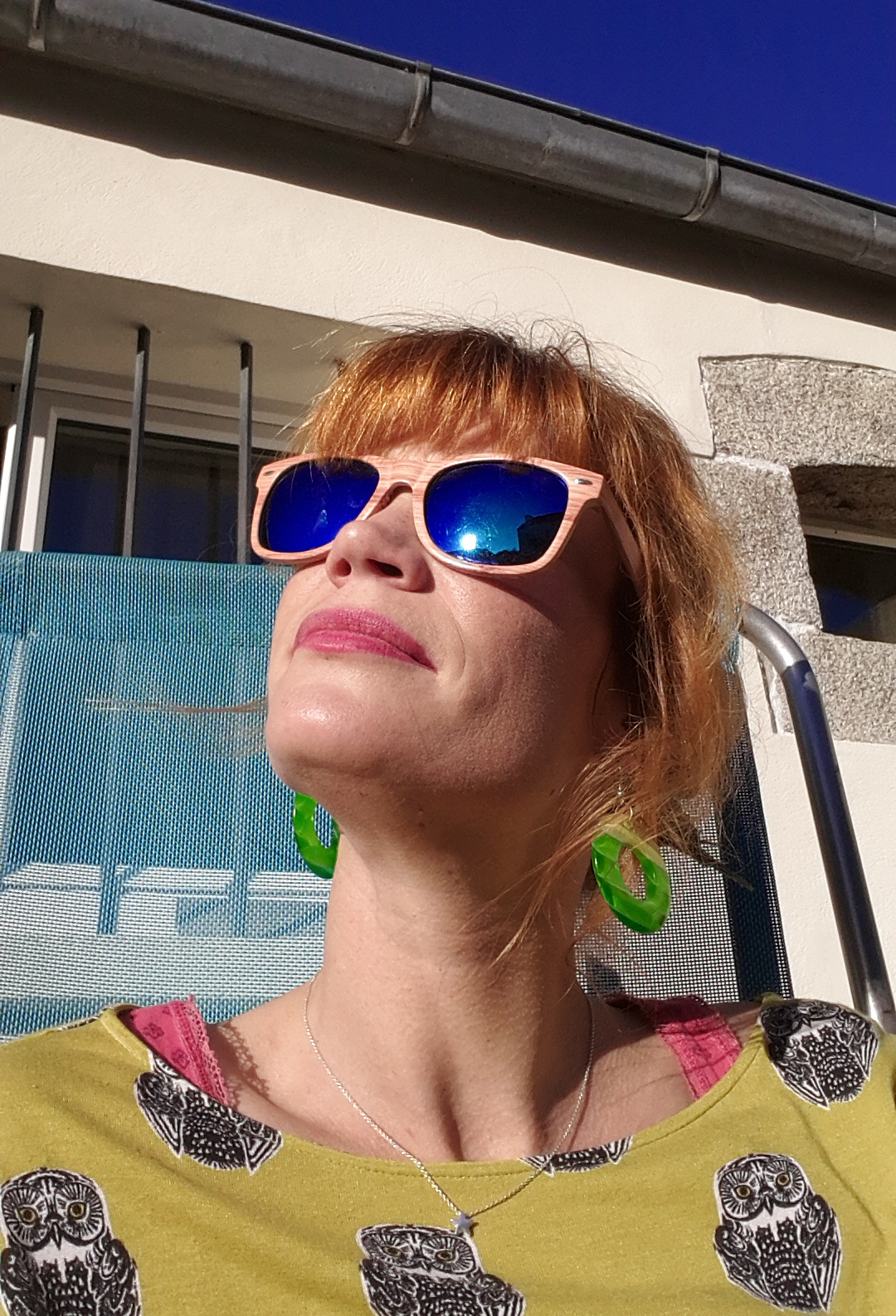
Dorthe Landschulz, 2019

Dorthe Landschulz (* 1976 in Hamburg) ist eine deutsche Cartoonistin und Illustratorin.
Sie studierte in Hamburg Illustration und lebt heute in der Bretagne. Seit 2011 widmet sie sich dem Zeichnen von Cartoons, die sie zunächst auf ihrer Facebook-Seite veröffentlichte. Ihre Cartoons erschienen bisher u. a. in Titanic, Taz, Eulenspiegel, Welt der Frau Österreich, Schleswig-Holsteinische Zeitung, Börsenblatt des Deutschen Buchhandels, Heute-Show-Online und seit 2019 wöchentlich im Stern. Sie gewann mehrere Preise für ihre Arbeit, darunter 2013 den bronzenen Bleistift beim Deutschen Karikaturenpreis, 2014 den dritten Platz beim Deutschen Cartoonpreis. und 2022 den 2. Platz ebenfalls beim Deutschen Cartoonpreis. Sie hat bereits 4 eigene Bücher bei Lappan und Rowohlt veröffentlicht. Ihre Cartoons sind außerdem in zahlreichen Sammelbänden von Lappan/Carlsen vertreten. Seit 2018 ist sie Mitglied der Hamburger Cartoonistengruppe „Hamburger Strich“.

## Veröffentlichungen
- Ich lass' mir doch von einer Zahl nicht sagen, wie alt ich bin! Lappan, Oldenburg 2018, ISBN 978-3-8303-3492-7
- Problemzonen. Lappan, Oldenburg 2015, ISBN 978-3830333838.
- Die Klügere tritt nach! Lachen macht schön. Lappan, Oldenburg 2014,  ISBN 978-3830362494.
- Lachmöwen kennen keine Witze: Verdrehte Fauna für Fortgeschrittene. Rowohlt-Taschenbuch, Reinbek 2013, ISBN 978-3499619830.

Cartoonbeiträge (Auswahl) in:
- Beste Bilder 13 – Die Cartoons des Jahres 2022 Lappan 2022, ISBN 978-3-8303-3642-6
- O du Fiese: Schwarzer Humor zu Weihnachten Lappan 2022, ISBN 978-3830336457
- Fiese Bilder - Voll-daneben-Cartoons: Schwarzer Humor in Karikatur und Cartoon Lappan 2022, ISBN 978-3830336266
- Beste Bilder 12: Die Cartoons des Jahres 2021 Lappan 2021, ISBN 978-3830336129
- Die große Freiheit: Cartoons für nach Corona KJM 2021 ISBN 978-3961941551
- Super Cartoons: Heldinnen, Rächer und Mutanten Lappan 2021 ISBN 978-3830336167
- Stranger Inks - Cartoons für Serienjunkies Lappan 2020, ISBN 978-3830335726
- Corona-Cartoons aus der Quarantäne KJM 2020, ISBN 978-3961941261
- Hoffentlich sieht das keiner! Schwarzer Humor in Bildern. Carlsen, Hamburg 2015, ISBN 978-3-551-68359-5;
- Verboten, Schwarzer Humor in Bildern. Carlsen, Hamburg 2014, ISBN 978-3-551-68200-0.